# Carlos Santana
Carlos Humberto Santana Barragán, conosciuto come Carlos Santana o anche solo come Santana (Autlán de Navarro, 20 luglio 1947), è un chitarrista e compositore messicano naturalizzato statunitense.
Ha cominciato a riscuotere consensi verso la fine degli anni sessanta e i primi settanta, con il suo gruppo, chiamato semplicemente Santana. Già allora mescolava vari generi, quali salsa, rock classico, blues e fusion. Allora come oggi Santana usava in modo estensivo i suoi assoli di chitarra e si avvaleva anche di strumenti più tradizionali del suo paese. In seguito ha continuato a sperimentare questa formula, tra alterne fortune.
Nel corso degli anni novanta Santana rischiò il declino, scongiurato nel 1999 dall'album Supernatural. Grazie a questo lavoro, il più importante successo della sua carriera, ha fatto conoscere la sua filosofia musicale alle nuove generazioni.
Ha venduto più di 80 milioni di dischi ed è anche considerato tra i più grandi chitarristi rock esistenti. Vincitore di 10 Grammy Awards, la rivista Rolling Stone lo ha inserito nella sua lista dei 100 migliori chitarristi secondo Rolling Stone al 20º posto.
Inoltre, Carlos Santana è al 90º posto nella lista dei 100 migliori artisti di sempre, sempre secondo Rolling Stone.

## Biografia
Di origini spagnole e native messicane, Carlos Santana è nato ad Autlán de Navarro, nello Stato messicano di Jalisco, da una famiglia di musicisti: il padre José, nato il 18 gennaio 1913 a Cuautla, era un violinista mariachi con un suo complesso, Los Cardinales, mentre il nonno, Antonino Santana, suonava il corno francese nella banda municipale. Nel 1940 José sposò Josefina Barragán, e dal matrimonio nacquero sette figli: Antonio, Laura, Irma, lo stesso Carlos, Leticia, Jorge e María. Anche Carlos seguendo il padre si appassionò presto alla musica, iniziando a suonare il violino all'età di cinque anni e rivelandosi un bambino prodigio in ambito musicale.
Quando il giovane Carlos aveva 11 anni la famiglia si trasferì a Tijuana: lì il ragazzo iniziò a suonare la chitarra da autodidatta, guadagnandosi da vivere intrattenendo i turisti dagli Stati Uniti d'America. Si ispirava ad altri famosi chitarristi come John Lee Hooker, T-Bone Walker e B.B. King, che ascoltava dalle stazioni radio statunitensi al confine.
Nel 1961 la famiglia Santana emigrò in California, a San Francisco, città nella cui Mission High School Carlos si diplomò. Poco dopo acquisì anche la cittadinanza degli Stati Uniti d'America. Carlos iniziò ad aiutare la famiglia lavorando come lavapiatti, e crebbe appassionandosi alla musica della Bay Area, spesso andando di nascosto al Bill Graham's Fillmore Auditorium ad ascoltare alcuni dei suoi musicisti preferiti: tra questi vi erano Muddy Waters, The Paul Butterfield Blues Band, The Grateful Dead e molti artisti rock, blues e jazz che lì si esibivano.
Alla fine del 1966, il chitarrista Tom Frazier intese mettere in piedi un gruppo rock: così a lui si aggregarono Santana (voce e chitarra), Mike Carabello (percussioni), Rod Harper (batteria), Gus Rodriguez (basso) e il nativo di Seattle Gregg Rolie (voce e organo), per formare i Santana. Carlos ha sostenuto che solo lui e Rolie erano interessati seriamente alla musica, mentre gli altri erano intenti solo allo spettacolo e alle esibizioni dal vivo. Lo stesso Santana non era visto dagli altri come vero leader del gruppo, che pure portava il suo nome. I sei operarono tutti come in un collettivo, cosa che avrebbero fatto per tutti i primi anni settanta. Stan 'Moon' Marcum, d'accordo con il gruppo sull'idea del loro nome, divenne il loro manager. In quel periodo Jorge Santana, fratello di Carlos e anche lui chitarrista, iniziò una carriera parallela con i Malibus e poi passò ai Malo, di discreta popolarità.

## Carriera

### Gli inizi

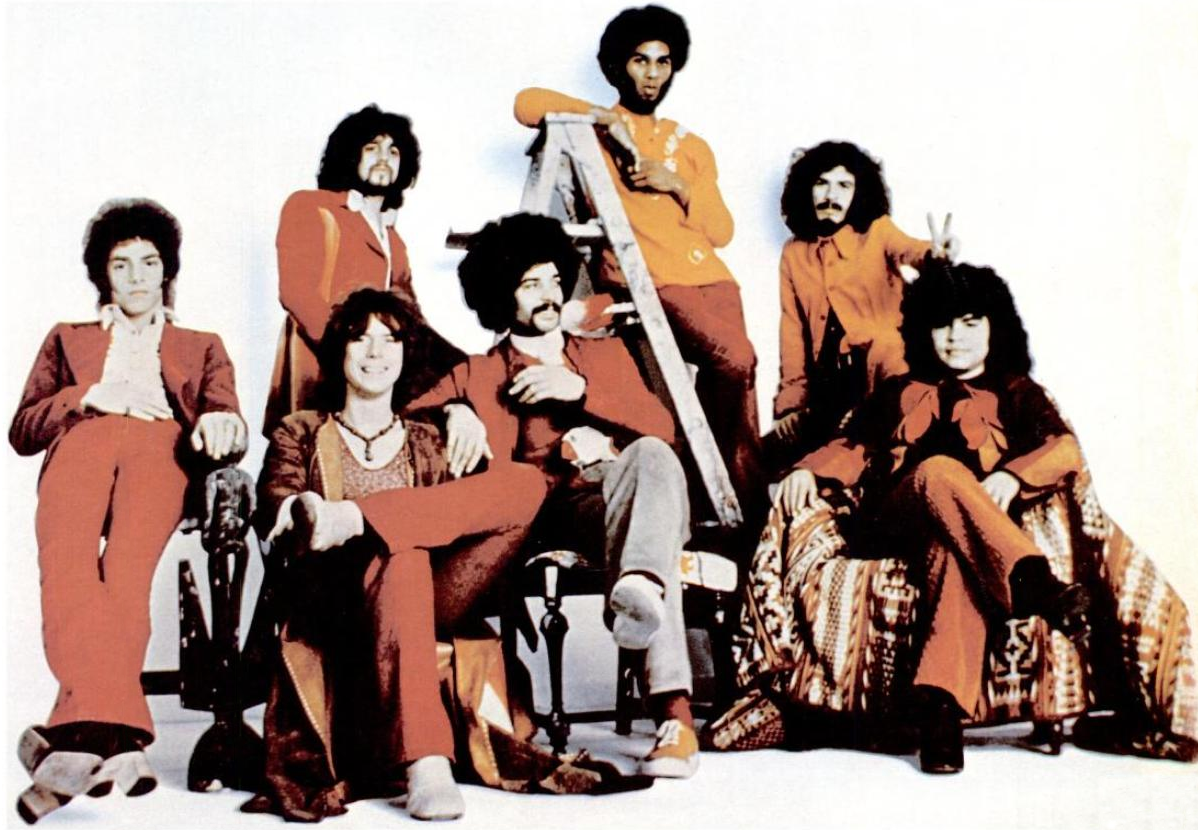
Annuncio commerciale per l'album di Santana Santana III

Dopo qualche tempo il nome del gruppo si ridusse semplicemente a "Santana". Allora nella sua formazione c'erano Carlos, Rolie, il bassista David Brown, il batterista Bob 'Doc' Livingston (che aveva sostituito Rod Harper) e il percussionista Marcus Malone. Il promoter Bill Graham li ascoltò e gli permise di esibirsi al Fillmore (poi Fillmore West). L'esordio discografico di Santana fu un'ospitata in The Live Adventures of Mike Bloomfield and Al Kooper, con Al Kooper e Mike Bloomfield, anche loro regolarmente in tournée al Fillmore. L'album venne registrato tra il 26 e il 28 settembre 1968, e venne pubblicato nel febbraio 1969.
Sono sempre girate voci su come la band abbia incorporato elementi di musica latina, visto che ironicamente né Santana né Gregg Rolie ne trassero inizialmente ispirazione. Si sa dei loro frequenti “showcases” al San Francisco's Aquatic Park, dove suonatori di conga si sarebbero a loro uniti per le sessioni ritmiche. Inoltre, all'epoca Carlos cominciò a esplorare per la prima volta altri tipi di musica, nella poliedrica scena di San Francisco. Il locale chitarrista jazz Gabor Szabo divenne fan di Santana, e usò anche lui congas sul suo album Spellbinder, uscito nel 1966. Ma soprattutto capì presto che, usando le percussioni nella band, le ragazze avrebbero ballato scuotendo selvaggiamente i fianchi, come danzatrici del ventre. Così Santana scoprì che le percussioni latine attiravano il pubblico, e le aggiunse alla propria musica.

### Primi successi

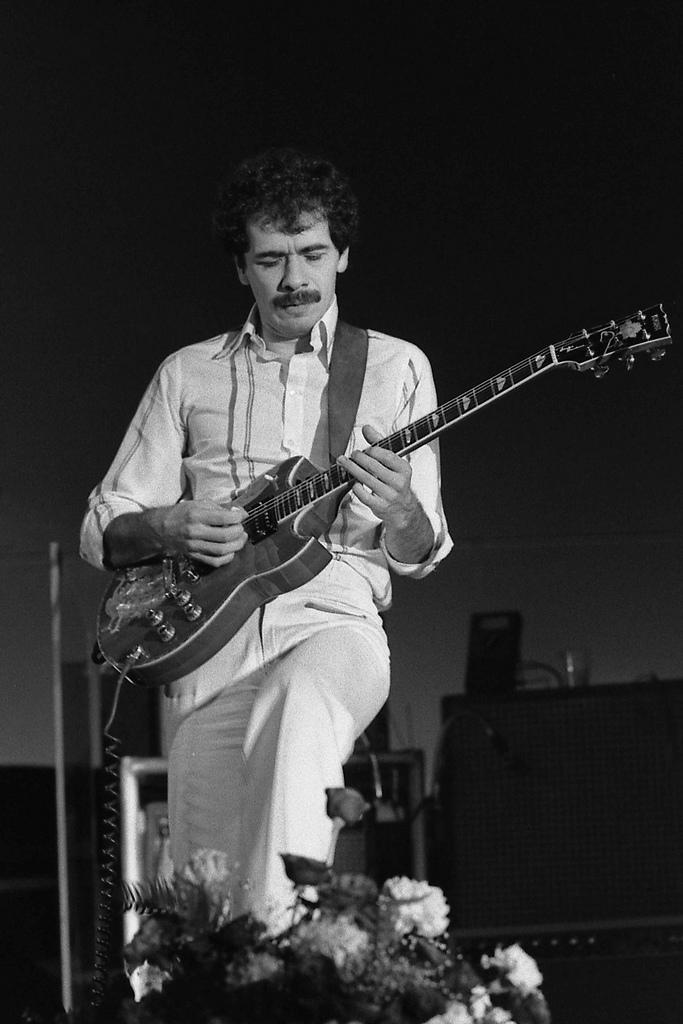
Santana durante il suo tour europeo nei Paesi Bassi nel 1978

Il gruppo firmò per la Columbia Records, e vi registrarono il loro primo album: Santana (1969). Non soddisfatti delle vendite, compresero la necessità di un cambiamento stilistico. Così licenziarono Livingston e lo sostituirono con Michael Shrieve, che si rifaceva molto a jazz e rock. Marcus Malone fu costretto a lasciare la band per problemi personali, e vi rientrò Mike Carabello. Con quest'ultimo arrivò anche il percussionista del Nicaragua José Chepito Areas, ben conosciuto anche nel suo paese: entrambi contribuirono molto alla musica del gruppo, sia per le apprezzate capacità tecniche che per l'esperienza personale.
Bill Graham, loro fan fin dall'inizio, convinse i promotori del festival di Woodstock a permettere loro di entrare in scena, prima dell'uscita del loro primo vero album. La loro esibizione al festival ricevette molti applausi, e in seguito il successo del brano strumentale Soul Sacrifice (di undici minuti) aumentò la popolarità del gruppo. Graham gli diede poi dei consigli vitali per registrare Evil Ways di Willie Bobo, dato il potenziale successo della loro collaborazione. Il primo album in studio della band, Santana, raggiunse il quarto posto delle classifiche statunitensi, e l'orecchiabile singolo Evil Ways arrivò al numero nove di Billboard.
Nel 1970 raggiunsero i primi grandi successi commerciali con il loro secondo album: Abraxas, uscito il 23 settembre 1970 entrato al primo posto di molte classifiche, compresa la Billboard 200, e forte di oltre 4 milioni di copie vendute. Al disco collaborò anche il pianista Alberto Gianquinto, che consigliò al gruppo di allontanarsi dalle lunghe sessioni dei percussionisti, e di concentrarsi su canzoni dalle strutture meno convenzionali. L'innovativa miscela musicale di Santana arrivò al quarto posto delle classifiche del Regno Unito e anche dell'Italia. Ancora oggi Abraxas figura da allora in molte liste sui "migliori album di sempre": ad esempio, nel 2020 la rivista Rolling Stone ha inserito l'album alla posizione nº 334 nella sua lista dei 500 migliori album di tutti i tempi.
Inoltre, la compagine originaria del gruppo (primi due album) sarebbe entrata nel 1998 nella Rock and Roll Hall of Fame.
Tuttavia, Woodstock e il successo dei primi due album iniziò a creare problemi alla band, e mise in luce le divergenze artistiche tra Rolie e Carlos. Il primo, insieme ad altri componenti, voleva enfatizzare il suono hard rock di base degli esordi. Il secondo stava invece esplorando sonorità blues e rock e voleva invece inserire elementi jazz, in una musica molto ispirata anche da Miles Davis e John Coltrane; inoltre si dedicava sempre più a religione e meditazione. A complicare la situazione si aggiunse anche Chepito Areas, alle prese con una gravissima emorragia cerebrale; Santana e gli altri continuarono a suonare con vari sostituti (prima Willie Bobo e poi Coke Escovedo), ma i suoi colleghi, specie Michael Carabello, reputavano sbagliato lavorare senza Areas. Alcuni membri formarono propri gruppi, e i Santana cominciarono a sciogliersi.

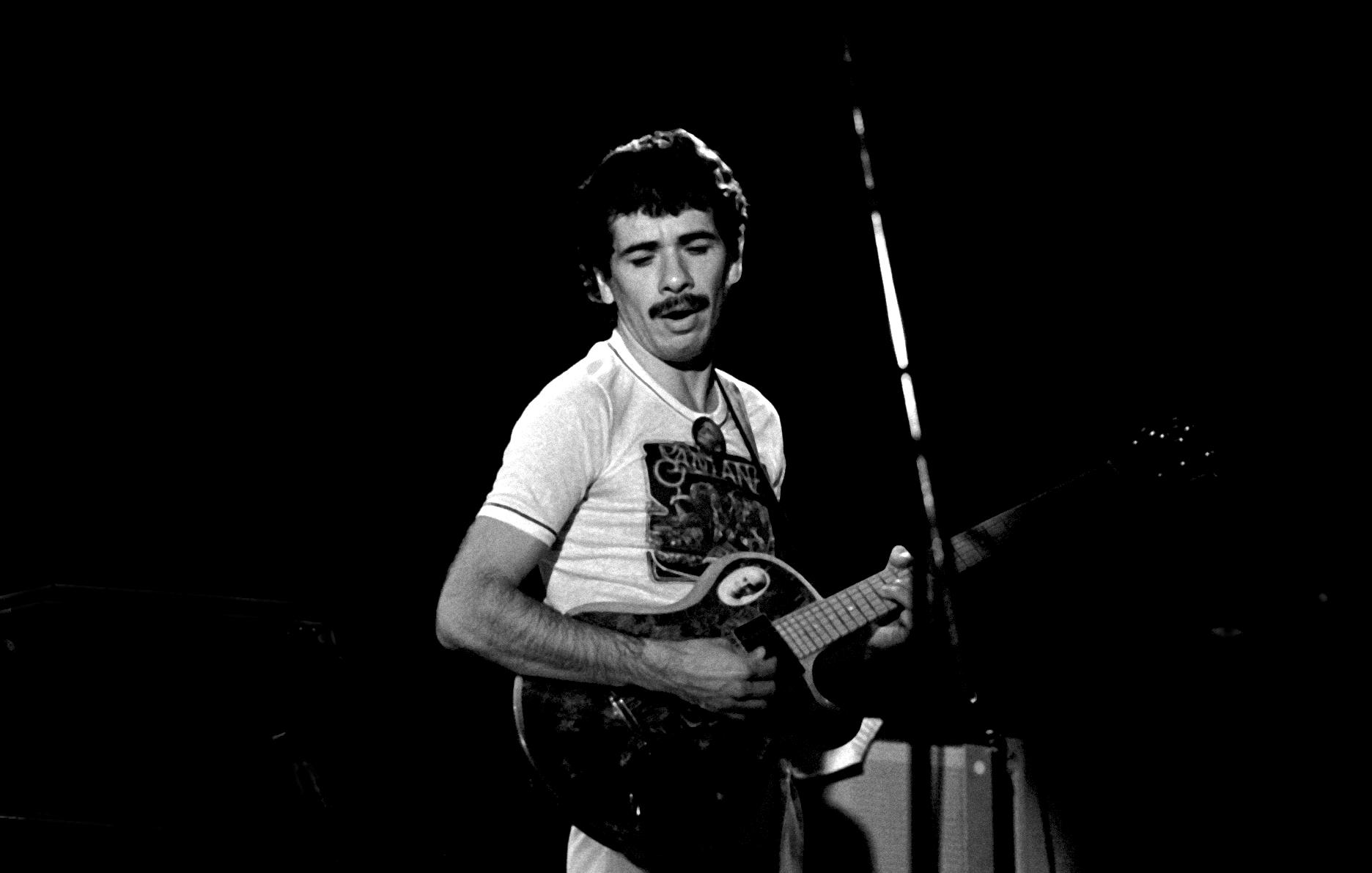
Carlos Santana nel 1973

Al giovanissimo chitarrista Neal Schon fu chiesto di entrare nella band nel 1971 (il suo talento era tale che persino Eric Clapton gli propose anche di aggregarsi ai Derek and the Dominos). Diventò membro dei Santana, e con loro compose il terzo album del gruppo: Santana III, pubblicato nel settembre del 1971. Il suono del gruppo, in cui le due chitarre assunsero un ruolo più rilevante che in precedenza, fu consolidato anche dal ritorno di Chepito Areas, e dalla collaborazione di Coke Escovedo alle percussioni. Vi fu poi ulteriore supporto dalla sezione di un trombettista dei Tower of Power, Luis Gasca of Malo, e di altri cantanti e percussionisti. Santana 3 fu anch'esso di successo, arrivando al numero uno della Billboard 200 e vendendo due milioni di copie negli Stati Uniti, tanto da essere certificato due volte disco di platino dalla RIAA. I suoi singoli più di successo furono Everybody's Everything e No One to Depend On.
Peraltro nel gruppo le frizioni interne proseguirono. Insieme alle differenze musicali, anche l'uso di stupefacenti da parte di alcuni componenti diventò un problema, e molte performance successive iniziarono a risentirne. Coke Escovedo incoraggiò i Santana a badare alla loro direzione musicale molto più che alla costernazione di certi altri, convinti che il gruppo e la sua musica fossero uno sforzo collettivo. Inoltre si presentarono difficoltà finanziarie sotto la guida di Stan Marcum, da Bill Graham ritenuto un incompetente. I crescenti risentimenti tra Santana e Michael Carabello sui loro stili di vita, indussero il secondo all'abbandono della band. James Mingo Lewis fu ingaggiato all'ultimo minuto come suo sostituto, durante un concerto a New York. Poi anche David Brown se ne andò, a causa del suo abuso di droghe. Allora fu anche interrotto un tour a Lima, in Perù, date le proteste degli studenti contro le politiche governative degli Stati Uniti d'America e i fan indisciplinati. Il tutto convinse Santana a perseguire altri cambiamenti nel gruppo e nella sua vita.
Nel gennaio del 1972, Carlos, Neal Schon e Coke Escovedo si unirono al batterista della Band of Gypsies Buddy Miles per un concerto all'Hawaii's Diamond Head Crater; da ciò ne sarebbe derivato un album live. Poco dopo, Santana e il resto del gruppo iniziarono a lavorare sul quarto album: Caravanserai.
Durante le registrazioni, Santana e Michael Shrieve collaborarono con James Mingo Lewis, Armando Peraza (sostituto di Carabello), Tom Rutley e Doug Rauch (sostituti di David Brown). Alle tastiere lavorarono Wendy Haas e Tom Coster. Non soddisfatti dai nuovi musicisti, Gregg Rolie e Neal Schon se ne andarono subito dopo il completamento dell'album, malgrado il loro influente contributo. Rolie tornò a Seattle, aprendo un ristorante insieme al padre, e divenne in seguito tra i fondatori dei Journey (in cui entrò anche Neal Schon).
Quando Caravanserai emerse nel 1972, segnò un forte cambiamento nella direzione musicale, muovendosi di più verso jazz e fusion. L'album fu molto stimato dalla critica, ma il capo della Columbia Records Clive Davis avvisò Carlos e i suoi compagni che avrebbero rischiato di diventare un fenomeno da classifica, anche se il loro lavoro sarebbe stato premiato con un disco di platino. Carlos avrebbe poi raccontato che Clive Davis definì l'album un "suicidio". Le difficoltà di allora dei Santana furono raccontate anche da Ben Fong-Torres su Rolling Stone, nella storia di copertina "The Resurrection of Carlos Santana".
Sempre nel 1972 Santana conobbe Deborah King. Deborah, nata il 30 gennaio 1951, è la figlia del musicista blues Saunders King, ed è una celebre attivista per i diritti delle donne e della comunità nera. Deborah nel 1972 andò al Marin Civic Center nel 1972 per assistere al concerto dei Tower of Power, e vide Carlos, presente come artista ospite, in un abito bianco in attesa di salire sul palco, e ne rimase molto colpita. Anche Carlos avrebbe poi ricordato di essere rimasto "letteralmente incantato" da lei: "Era come quel film, West Side Story, dove Maria e Tony si innamorano all'istante e tutto attorno a loro scompare". In seguito a quell'occasione, i due si innamorarono e si sposarono otto mesi dopo, nel 1973, quando lui aveva 25 anni e lei 22.
La coppia ha tre figli, Salvador, Stella e Angelica. Insieme alla moglie, Santana avrebbe poi fondato l'organizzazione nonprofit "The Milagro Foundation", che fornisce aiuti finanziari in tutto il mondo per l'istruzione e la salute dei bambini.

### Viaggio spirituale

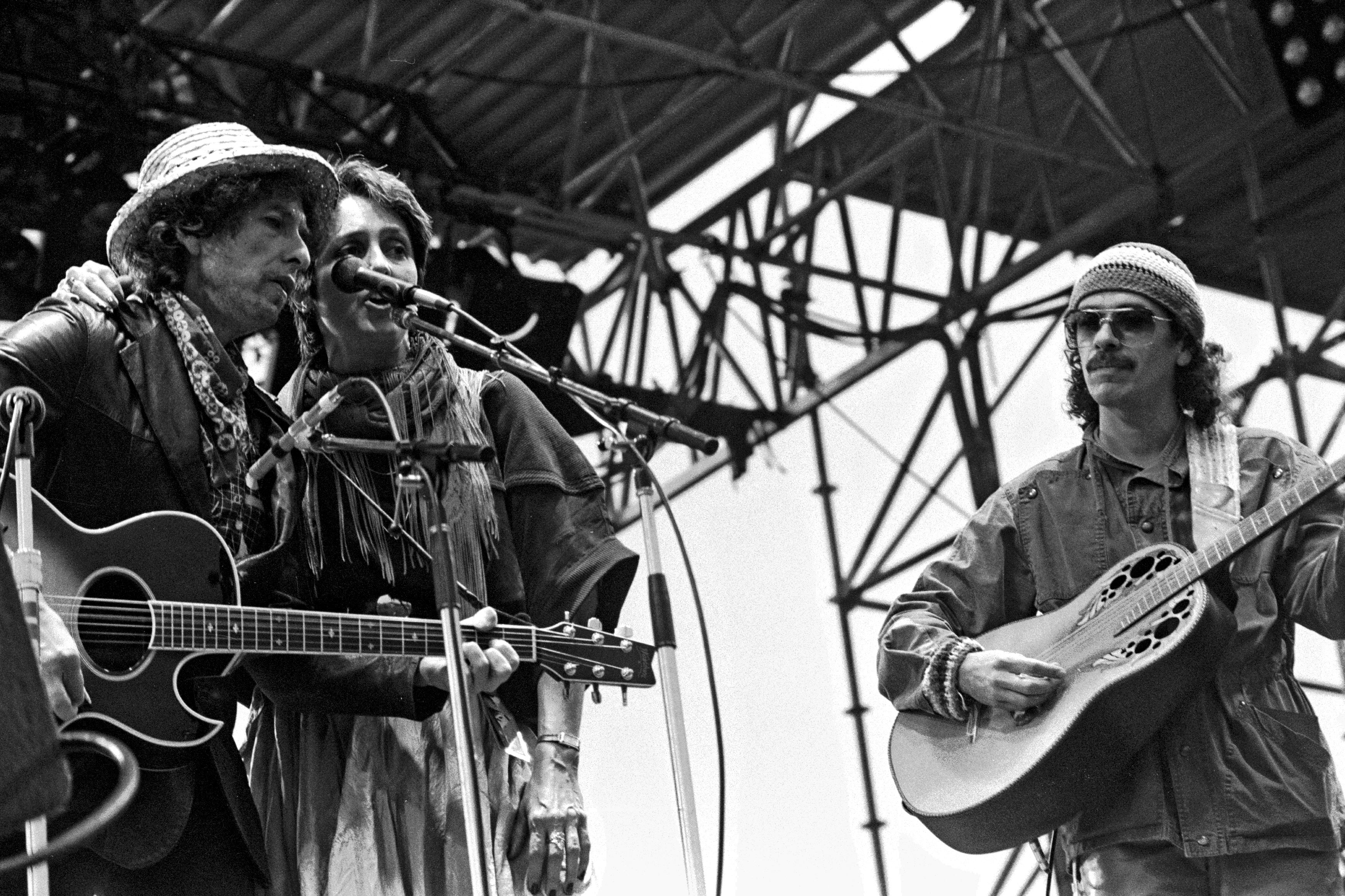
Da sinistra a destra: Bob Dylan, Joan Baez e Santana ad Amburgo, maggio 1984

Nel 1972 Santana diventò grande fan del gruppo The Mahavishnu Orchestra e del suo chitarrista John McLaughlin. Venuto a sapere dell'interesse di Carlos per la meditazione, McLaughlin presentò lui e Deborah al guru Sri Chinmoy. Questi li accettò successivamente come discepoli nel 1973, e a Santana fu dato il nome di "Devadip" - ovvero "Lanterna e occhio di Dio".
Santana e McLaughlin registrarono insieme l'album Love Devotion Surrender, aiutati dai loro rispettivi gruppi, ma anche dal percussionista Don Alias e dall'organista Larry Young (i due avevano già collaborato nel 1969 con Miles Davis, nel disco Bitches Brew).
Ottenuti i diritti legali sul nome della band, Santana diresse un nuovo cambio di formazione. Così arrivarono Armando Peraza e torna il timbalista Chepito Areas, Doug Rauch al basso, Michael Shrieve alla batteria, e Tom Coster e Richard Kermode alle tastiere. In seguito Carlos chiamò anche il cantante jazz Leon Thomas per un tour in Giappone: di quel concerto, alcune performance furono registrate nell'album live Lotus. La Columbia Records non ne avrebbe permesso la pubblicazione, se non fosse stata accorciata la durata. Santana non fu d'accordo, e il disco divenne disponibile solo in edizione limitata, con tre registrazioni.
Poi i Santana si recarono in studio per registrare Welcome, album che riflesse ulteriormente gli interessi di Carlos per jazz e fusion, e il suo impegno per la vita spirituale di Sri Chinmoy.

### I cambiamenti di stile negli anni settanta

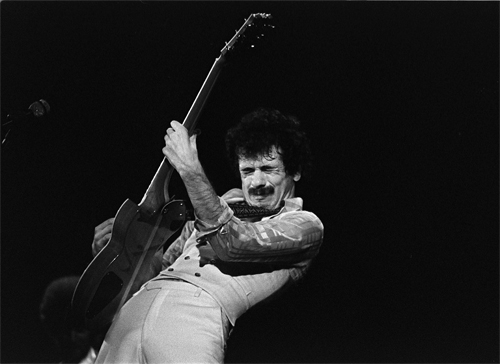
Carlos Santana nel 1976

In seguito arrivò una collaborazione con Alice Coltrane (la vedova di John Coltrane). Il disco, intitolato Illuminations, si destreggiava tra free jazz, musiche dell'India Orientale e influenze classiche, e vi lavorarono anche Jack DeJohnette e Dave Holland (anche loro al fianco di Miles Davis). Subito dopo, seguirono altri cambi di formazione: Kermode, Thomas e Rauch lasciarono i Santana, e furono sostituiti dal cantante Leon Patillo e dallo storico bassista David Brown. A loro si aggregò anche il sassofonista Jules Broussard. La band registrò in studio Borboletta, pubblicato nel 1974. Poi Ndugu Leon Chancler sostituì alla batteria Michael Shrieve, che avrebbe intrapreso una carriera solista.
A quel tempo, la gestione di Bill Graham iniziò a occuparsi dei loro affari. Graham criticò la svolta jazz di Santana, e per lui il chitarrista doveva concentrarsi a riportare il gruppo in classifica con sonorità più orecchiabili (specie quelle latineggianti e stradaiole degli esordi). In realtà anche lo stesso Carlos sentiva che la direzione del gruppo scontentava molti fan. Benché album e concerti fossero stati molto apprezzati negli ambienti jazz e fusion, le loro vendite erano declinate.
Insieme a Chancler, Tom Coster, il cantante Greg Walker e il produttore David Rubinson, Santana impose al gruppo un altro cambiamento di stile. Nel 1976 pubblicarono Amigos, con più influenze funk e latine. Il disco fu lanciato da brani come Dance, Sister, Dance e Let It Shine e soprattutto la strumentale Europa (Earth's Cry Heaven's Smile), e riportò il gruppo ai primi posti in classifica. Rolling Stone gli dedicò poco dopo un'altra storia di copertina, Santana Comes Home.
Gli album di fine anni settanta seguirono la stessa formula di Amigos, malgrado parecchi cambi di formazione. Fra i componenti più spesso in fuga e ritorno vi fu il percussionista Raul Rekow, arrivato all'inizio del 1977, deceduto per malattia il 2 novembre 2015. Il più noto dei loro sforzi commerciali dell'epoca fu She's Not There, cover di un noto brano degli Zombies, attivi negli anni sessanta. La canzone proveniva dal disco Moonflower, pubblicato nel 1977.
Moonflower era un doppio album perlopiù con tracce dal vivo (19, per un totale di 97 minuti). Aveva una larga selezione di brani eseguiti fino ad allora dai Santana, ma non mancavano alcuni inediti. Oltre che con David Margen e il bassista Pablo Tellez, il gruppo lavorò con Tom Coster alle tastiere e il cantante Greg Walker (che qui si avvalse di una tecnica di canto flautata, ma profonda). Graham Lear vi collaborò come batterista e si esibì in attacchi di batteria tuttora molto stimati dai suoi colleghi rock, jazz, fusion e latin music (soprattutto il suo assolo su Soul Sacrifice, Hands and Feet). Altri tre percussionisti latin, Raul Rekow (bongos, congas, surdo, campanelli), José Chepito Areas (percussioni, campane, timbales, congas) e Pete Escovedo (percussioni, timbales, guiro, maracas) completarono la sezione ritmica. Nel complesso, da allora il lavoro dal vivo dei Santana fu molto più apprezzato di prima.
I successi relativi di quegli album permisero a Santana di avviare una carriera solista, anche con l'aiuto della Columbia Records. Così furono realizzati nel 1979 Oneness; Silver Dreams, Golden Reality e nel 1980 The Swing of Delight, a cui parteciparono anche Herbie Hancock, Wayne Shorter, Ron Carter e Tony Williams (già insieme a Miles Davis negli anni sessanta).
Le pressioni di lavoro, il desiderio di essere un rocker di alto profilo e i requisiti di vita spirituale che esigevano il guru Sri Chinmoy e i suoi seguaci, procurarono non pochi problemi al matrimonio di Carlos. Pian piano si disilluse delle regole di vita imposte da Chinmoy, spesso non viste come ragionevoli (tra cui l'impedimento al chitarrista e sua moglie di mettere su famiglia). Ciò divenne palese in seguito, nel fatto che la fama di Santana era usata per rendere più popolare il guru. Alla fine Carlos e Deborah terminarono la loro frequentazione con Chinmoy, nel 1982.

### Gli anni ottanta

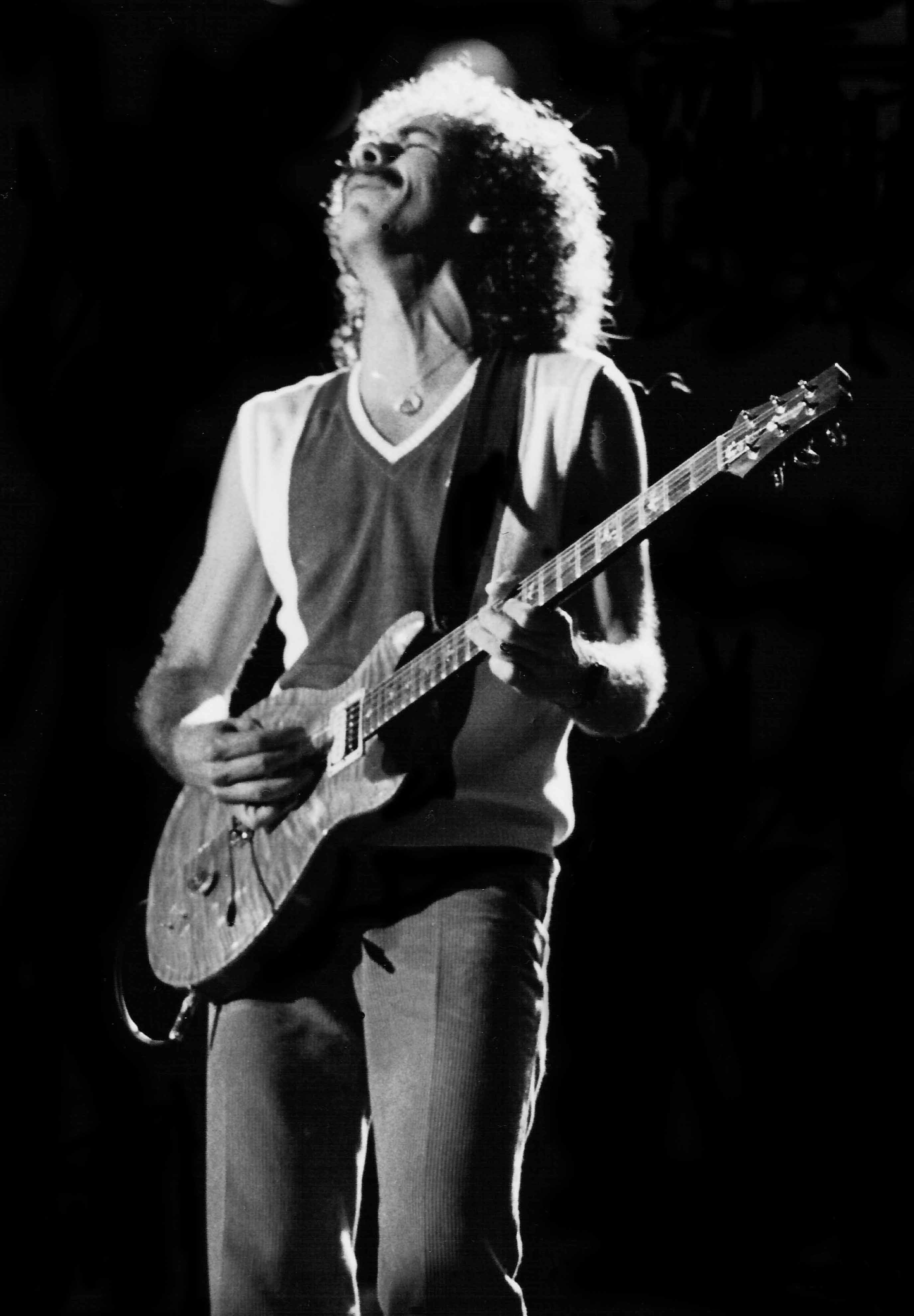
Carlos Santana nel 1984

Un decennio dopo, Santana e il suo gruppo pubblicarono singoli più orecchiabili. Winning nel 1981 e Hold On nel 1982 arrivarono ai primi 20 posti in classifica. Dopo la sua rottura con Sri Chinmoy, Carlos tornò in studio per registrare un altro album solista, con Keith Olson e il rinomato produttore R&B Jerry Wexler. Il disco del 1983 ripropose le precedenti esperienze del chitarrista a Tijuana, con Who Do You Love di Bo Diddley e Havana Moon di Chuck Berry. Con Santana lavorarono anche Booker T. Jones, The Fabulous Thunderbirds, Willie Nelson e perfino l'orchestra mariachi del padre José. Santana inserì le sue prime influenze rock anche nei brani per il biopic La Bamba (1987), interpretato da Lou Diamond Phillips e dedicato a Ritchie Valens.
Benché la band abbia cercato di produrre dischi più “radio friendly” negli anni ottanta, il cambiamento di gusti nella cultura pop iniziò a riflettersi sulle vendite del loro ultimo lavoro del periodo, Beyond Appearances. Il 28 maggio 1984 Santana si esibì all'Arena di Verona in concerto con Bob Dylan. Nel 1985, Bill Graham sollecitò ancora Santana, affinché si lasciasse convincere da Bob Geldof a partecipare al Live Aid. I consensi ottenuti a quel concerto, dimostrarono che potevano ancora dare ottimi ascolti dal vivo, malgrado le ridotte vendite dei loro dischi. Santana conservò grande rispetto sia in ambiente jazz che quello rock, tanto che Prince e Kirk Hammett dei Metallica lo citano come ispiratore, e la sua amicizia con Miles Davis, che negli anni ottanta aveva coltivato, ma che era sempre più cagionevole di salute.
I Santana tornarono nel 1986 con un nuovo album, Freedom. Carlos richiamò al microfono Buddy Miles, che voleva rilanciare la sua carriera musicale dopo aver speso molti degli anni precedenti in carcere, per spaccio di droga. La sua presenza scenica conferì carisma a non pochi concerti, ma ancora una volta le vendite del disco non furono decenti.
Ormai stanco di compiacere i suoi manager con dischi da classifica, Santana fu invece entusiasta delle sessioni in studio e delle collaborazioni (il noto gruppo fusion Weather Report, il pianista jazz McCoy Tyner, il musicista blues John Lee Hooker (con cui incise nel 1989 il singolo The Healer che arriva in nona posizione nei Paesi Bassi), Aretha Franklin, il chitarrista dei Living Colour Vernon Reid, e il cantante dell'Africa occidentale Salif Kieta). Lui e Mickey Hart dei Grateful Dead, in seguito suonarono e registrarono con il batterista nigeriano Babatunde Olatunji (che con Santana aveva già lavorato per il brano Jingo, negli anni sessanta). Nel 1988 Santana si riunì ad alcuni compagni di band, per vari concerti. Inoltre la Columbia Records pubblicò Viva Santana, contenente alcune loro performance dei vent'anni precedenti.
Nello stesso anno Carlos fondò un gruppo del tutto strumentale, Wayne Shorter Group, con il jazzista Wayne Shorter al sassofono. Vi giunsero anche Patrice Rushen alle tastiere, Alphonso Johnson al basso, Armando Peraza e Chepito Areas alle percussioni e Ndugu Leon Chancler alla batteria. Furono brevemente in tour e ricevettero critiche lusinghiere dalla stampa musicale, paragonandoli ai Santana di Caravanserai. Il chitarrista pubblicò anche il disco Blues for Salvador, vincitore di un Grammy Award come Best Rock Instrumental Performance. Il 14 luglio 1989 con questa band è l'ospite internazionale a Lamezia Terme della rassegna Fatti di Musica diretta da Ruggero Pegna.
Nel 1990 Santana lasciò la Columbia Records e passò alla Polygram. Un anno dopo partecipò all'album Solo Para Ti di Ottmar Liebert, per le canzoni Reaching Out 2 U e una reinterpretazione di Samba Pa Ti. Nel 1992 ingaggiò i Phish come suo gruppo di apertura per il tour mondiale dell'album Milagro. Tuttora è vicino alla band, in special modo al chitarrista Trey Anastasio.
Nel 1993 (23 e 24 maggio) il Live in Mexico (concerto a Città del Messico) dal quale uscì il CD "Sacred Fire" e il DVD con stesso titolo.

### Il rilancio

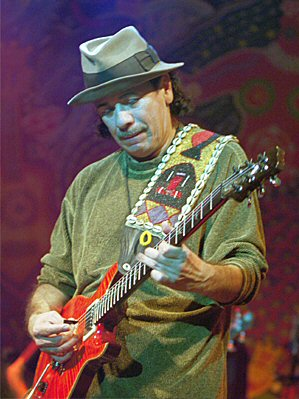
Carlos Santana ai tempi di Supernatural

Il 1994 è l'anno in cui Carlos Santana lancia l'album Santana Brothers e compone (in collaborazione con Franz Di Cioccio e Patrick Djivas della PFM) la sigla d'introduzione per i programmi Mediaset. Nel 1998 Santana e la sua band suonarono in Piazza Mazzini a Viareggio, in occasione della cerimonia di apertura del famoso Carnevale; la performance, che sarebbe dovuta durare meno di un'ora, durò invece più di due ore.
Le vendite di Santana negli anni novanta furono ridotte, e verso la fine di quel decennio si ritrovò senza contratto. Tuttavia Clive Davis della Arista Records, che col chitarrista aveva lavorato per la Columbia, lo scritturò e lo incoraggiò a registrare un album con artisti perlopiù giovani. Così nel 1999 uscì Supernatural, che includeva partecipazioni di Bobby Martin, Rob Thomas dei Matchbox 20, Eric Clapton, Lauryn Hill, Wyclef Jean, Maná, Dave Matthews, Eagle-Eye Cherry, Everlast e KC Porter.

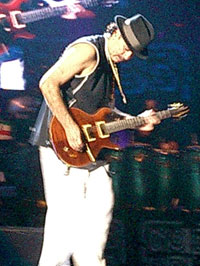
Santana in un concerto a Barcellona

Il suo singolo di lancio fu Smooth, cantata da Rob Thomas (anche coautore dei testi). Ebbe molto successo su varie stazioni radiofoniche. Trascorse dodici settimane al primo posto di Billboard, diventando così l'ultimo in ordine di tempo tra i grandi singoli degli anni novanta; ne fu anche girato il celebre videoclip su un barrio. Supernatural fu premiato in poco tempo con tre dischi di platino, e raggiunse inoltre il primo posto delle classifiche USA. Il secondo singolo estratto fu Maria Maria, arrangiato da Bobby Martin ed eseguito insieme al duo R&B The Product G&B; anch'esso arrivo al numero uno in classifica, e vi rimase per dieci settimane nell'estate del 2000. Un altro singolo di successo fu Corazon Espinado, a cui collaborarono anche i Maná. Supernatural ha venduto finora più di 25 milioni di copie, di cui 15 milioni nei soli Stati Uniti d'America.
Il disco e molte sue canzoni vinsero 9 Grammy Awards (otto allo stesso Santana), fra cui album dell'anno, registrazione dell'anno (il singolo Smooth) e canzone dell'anno (premio andato a Thomas e Itaal Shur). I discorsi di Carlos durante la premiazione, descrissero le sue opinioni sul ruolo della musica nell'esistenza spirituale di una persona.
Nel 2001 Santana lavorò con Michael Jackson alla canzone Whatever Happens, dall'album Invincible.
Un anno dopo pubblicò Shaman, realizzato sulla falsariga di Supernatural e a cui parteciparono i P.O.D., Seal e molti altri artisti di successo. Pur se meno fortunato in vendite del disco precedente, contenne altri due singoli di successo: The Game of Love, realizzato con Michelle Branch e arrivato al quinto posto di Billboard, dove rimase per molte settimane; e Why Don't You and I, con Chad Kroeger dei Nickelback e (nel remix) di Alex Band dei The Calling, che nella stessa classifica giunse al numero 8. The Game of Love vinse un Grammy Award come Best Pop Collaboration with Vocals.
Nell'agosto del 2003, Santana arrivò 15º nella lista dei 100 migliori chitarristi secondo Rolling Stone. Inoltre il suo debutto eponimo e Abraxas entrarono nell'elenco dei 500 migliori album edito dalla stessa rivista, rispettivamente ai numeri 150 e 205.
Nel 2005 Herbie Hancock contattò Carlos, per collaborarvi e per aiutarlo a reclutare altri artisti, così da registrare un album simile a Supernatural. Così il 30 agosto uscì Possibilities, con Santana e Angélique Kidjo a collaborare a Safiatou.
All That I Am, pubblicato nello stesso anno, seguì la stessa formula di Supernatural e Shaman, consistendo prevalentemente di canzoni realizzate con altri artisti; il primo singolo, I'm Feeling You, fu eseguito di nuovo con Michelle Branch e i The Wreckers. A un altro pezzo, Trinity, lavorarono Kirk Hammett dei Metallica e Robert Randolph del gruppo Robert Randolph & the Family Band. Significativa anche la partecipazione di Steven Tyler degli Aerosmith al pezzo Just Feel Better. Inoltre Illegal è stato eseguito con la cantante colombiana Shakira.
Tra l'aprile e il maggio del 2006 il chitarrista ha iniziato un tour in Europa, per cui ha aperto la band di suo figlio Salvador.

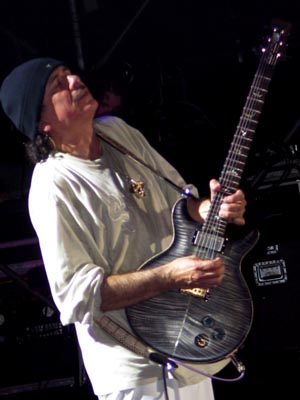
Santana durante un concerto nel 2005

Il 19 ottobre 2007 la moglie Deborah, dopo 34 anni di matrimonio, chiede il divorzio dal chitarrista.
Shakira, Tina Turner e Chad Kroeger collaborano a Ultimate Santana la retrospettiva di Santana che ospita tre nuovi brani.
L'anno successivo collabora con Eros Ramazzotti in una nuova versione di Fuoco nel fuoco, canzone del cantautore romano.
Nel corso di un concerto a Chicago nel luglio 2010, durante una data del tour, ha pubblicamente chiesto alla fidanzata Cindy Blackman di diventare sua moglie e la coppia si è sposata nel dicembre dello stesso anno.
Il 21 settembre 2010 è uscito il nuovo album intitolato Guitar Heaven: The Greatest Guitar Classics of All Time, questo album vanta collaborazioni come Rob Thomas, India Arie, Yo-Yo Ma, Chris Cornell, Scott Weiland, Jacoby Shaddix e tanti altri.
Il 12 luglio 2011 si esibisce presso l'Arena Santa Giuliana di Perugia durante la manifestazione "Umbria Jazz 2011".
Il 21 luglio 2011 sfoggia una sublime prestazione della durata di quasi 3 ore all'Arena della Vittoria di Bari, dove ha "esordito".
Il 22 luglio 2011 si esibisce presso il Teatro Antico di Taormina per il suo "Santana Guitar Heaven Tour 2011". I biglietti sono stati venduti tutti entro poche settimane.
Il trentaseiesimo album di Carlos Santana si intitola Shape Shifter ed è pubblicato il 15 maggio 2012. Il cd contiene 13 brani di cui 11 scritti dal chitarrista, ed è visto dalla critica come un ritorno alle vecchie sonorità.
Il 7 giugno 2019 Santana pubblica un album dal titolo Africa Speaks, in collaborazione con la cantante spagnola Buika, prodotto da Rick Rubin.

## Strumenti

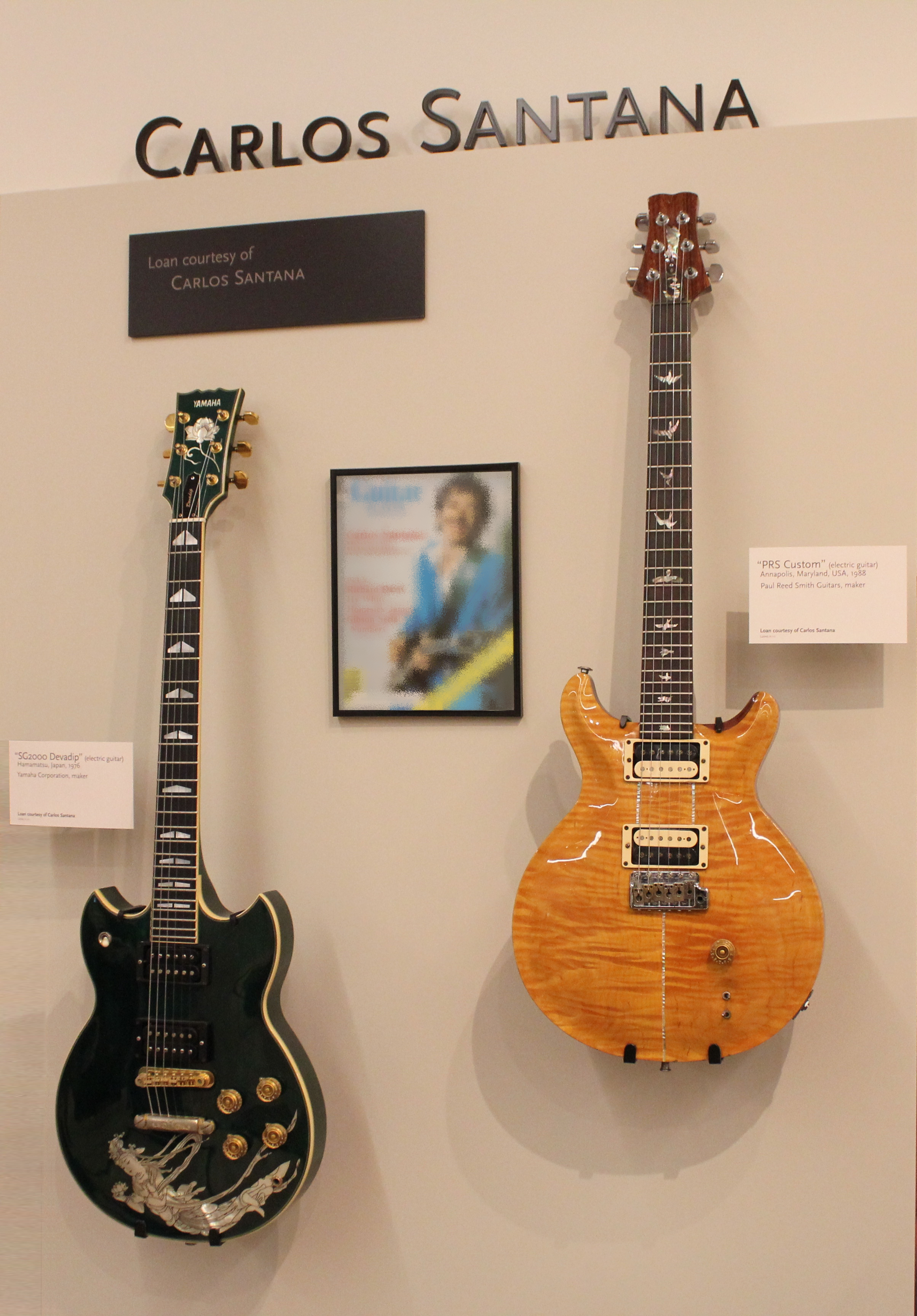
Le chitarre di Carlos Santana esposte al Musical Instrument Museum di Phoenix

### Chitarre
Nella sua carriera Carlos Santana ha utilizzato un gran numero di chitarre differenti. Al festival di Woodstock usava una Gibson SG Special (conosciuta anche come "diavoletto") con pick up P90, successivamente passa alla Gibson SG Standard e alla più classica Les Paul nelle sue molteplici varianti, incide Borboletta con una Gibson L6 e nel 1976 inizia la sua collaborazione con Yamaha che durerà fino alla metà degli anni ottanta e usa un modello personalizzato della SG 2000. Caratteristica comune a tutte le chitarre da lui utilizzate, specialmente quelle personalizzate, è la presenza di tasti scavati che facilitano l'utilizzo del bending e del vibrato, tecniche molto utilizzate da Santana.
Dal 1982 collabora con Paul Reed Smith e usa quasi esclusivamente un suo modello personalizzato: la PRS Santana I o in alternativa la Prs Santana II. La PRS gli ha dedicato una linea di chitarre, le PRS Santana (I, II, III, MD, 25th anniversary, 2015 model, Rétro) e la linea "economica" SE. In celebrazione della sua lunga carriera, la Paul Reed Smith ha pubblicato in edizione limitata il modello "Carlos Santana One Abraxas SE". La chitarra è caratterizzata dalla grafica dell'album del 1970 Abraxas e nel dodicesimo tasto è stato disegnato il simbolo della pace.

### Effetti
Per il suono distintivo delle sue chitarre, Carlos non si avvale molto dei pedali. La sua PRS è connessa a un pedale wah wah e ad un pedale delay T-Rex Replica, e quindi a un amplificatore Dumble a sua volta legato ad altri amplificatori tra i quali scegliere tramite un a/b switch.
In precedenza usò anche un overdrive Ibanez Tube Screamer.

### Amplificatori
Agli inizi della carriera Santana usa amplificatori Acoustic. A un certo punto, un tecnico, Randall Smith (poi titolare della Mesa Engineering), modifica un amplificatore Fender Princeton con i finali di un Fender Bassman, creando di fatto l'amplificatore Boogie, il cui nome è dovuto a un'affermazione dello stesso Carlos ("that's really boogie"). Da allora Santana combina un Mesa/Boogie Mark I (con altoparlanti Altec 417-8H collegato a una cassa Boogie) e amplificatori Dumble Overdrive Reverb e Special (con altoparlanti Celestion G12M, inseriti in casse Brown o Marshall 4x12, a seconda del tipo di suono programmato).
Per la ricezione del suono usa microfoni Shure KSM-32. Per registrare in studio si avvale inoltre di un amplificatore Fender Cyber-Twin.

## Discografia

### Album in studio
- 1973 - Love Devotion Surrender (con John McLaughlin)
- 1974 - Illuminations (con Alice Coltrane)
- 1979 - Oneness: Silver Dreams, Golden Reality
- 1980 - The Swing of Delight
- 1983 - Havana Moon (con Booker T. & the M.G.'s, Willie Nelson, e The Fabulous Thunderbirds)
- 1987 - Blues for Salvador (C.S.)
- 1994 - Santana Brothers (con Jorge Santana & Carlos Hernandez)
- 1999 - Supernatural
- 2005 - All That I Am
- 2012 - Shape Shifter
- 2017 - Power of Peace (con The Isley Brothers)
- 2019 - Africa Speaks
- 2021 - Blessings and Miracles

### Con i Santana

#### Raccolte
- 2001 - Macic of Carlos Santana
- 2003 - The Latin Sound of Carlos Santana
- 2004 - Carlos Santana
- 2005 - Very Best of Carlos Santana
- 2006 - Carlos Santana
- 2007 - Havana Moon/Blues for Salvador
- 2008 - Multi-Dimensional Warrior
- 2014 - The Columbia Studio Albums Collection (Bonus Track)